# Majorat (majątek)
Majorat – ordynacja rodowa przewidująca dziedziczenie majątku ordynackiego przez najstarszego syna lub krewnego w przypadku braku potomków linii męskiej lub majątek tak odziedziczony; także sposób dziedziczenia majątku poprzez najstarszego potomka, bez możliwości dzielenia przedmiotu dziedziczenia.
Po upadku I Rzeczypospolitej powstały dosyć liczne majoraty w zaborach pruskim i austriackim. W zaborze rosyjskim rząd, szczególnie po powstaniach narodowych, tworzył w Królestwie Kongresowym majoraty, którymi obdarowywał zasłużonych urzędników i generałów. Po odzyskaniu niepodległości w r. 1919 donacje te zostały skonfiskowane na rzecz państwa polskiego Ustawą sejmową 25 lipca 1919 r.